# Themistoclesia costaricensis
Themistoclesia costaricensis là một loài thực vật có hoa trong họ Thạch nam. Loài này được Luteyn & Wilbur miêu tả khoa học đầu tiên năm 1977.